# Aequidens potaroensis
Espèce
Aequidens potaroensis est une espèce de poissons perciformes appartenant à la famille des Cichlidae.